# 古川照人
古川 照人（ふるかわ てるひと、1971年〈昭和46年〉8月3日 - ）は、日本の政治家。大阪府大阪狭山市長（3期）。大阪府議会議員（2期）、大阪狭山市議会議員（2期）を務めた。

## 来歴
大阪府南河内郡狭山町（現：大阪狭山市）出身。大阪府立狭山高等学校卒業。近畿大学商経学部卒業。
塾講師や府議秘書を経て、1999年4月の大阪狭山市議会議員選挙で、初当選した。2003年4月、市議に再選。
2007年4月の大阪府議会議員選挙に無所属で出馬し、初当選。
2011年4月の府議選は大阪維新の会公認で出馬し、再選。
2015年1月、維新を離党し、4月19日告示、4月26日投票の大阪狭山市長選挙に立候補する意向を表明。翌2月には同選挙への立候補を表明していた前市議会議長が健康面を理由に立候補取りやめを発表し、4月の同選挙では古川が無投票で初当選した。4月27日、市長就任。
2019年4月の市長選では、元市議の丸山高廣を破り、再選。
2023年4月23日、大阪維新の会公認で立候補し、3選した。

## 親族
父の古川安男は大阪狭山市議を経て1991年より自由民主党の大阪府議を2期務めた。

## 不祥事
2018年10月13日から14日にかけて市内で開催された秋祭りにおいて、古川の妻がだんじりを出した地区の会計担当者11人に対し数千円の現金が入った封筒を手渡していた。また、古川もその場に同席していた。政治家が選挙区内で有権者に対し寄付することなどを禁じた公職選挙法に抵触する可能性があり、古川は「誤解を招きかねず、今後は改めたい」と述べた。